# Sextant Bris
Pour les articles homonymes, voir Sextant (homonymie).

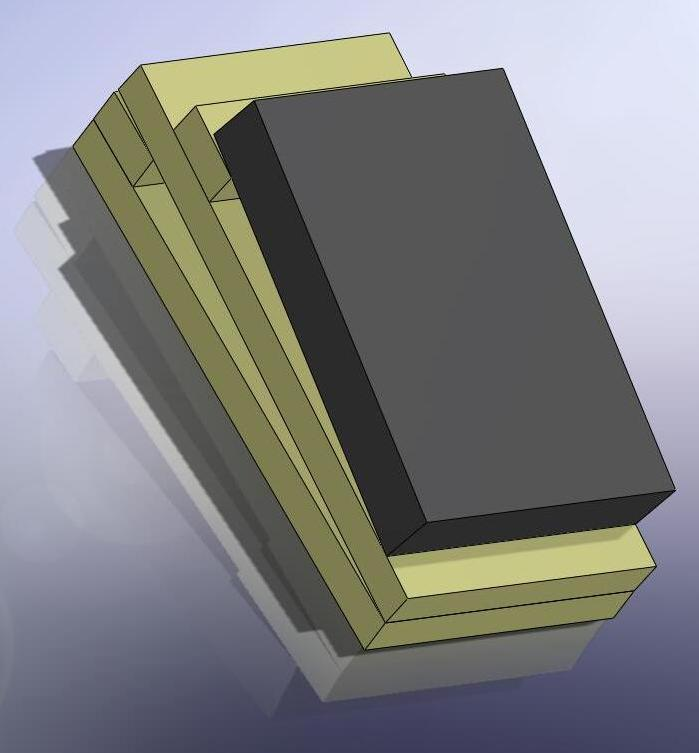
Un mini-sextant Bris.

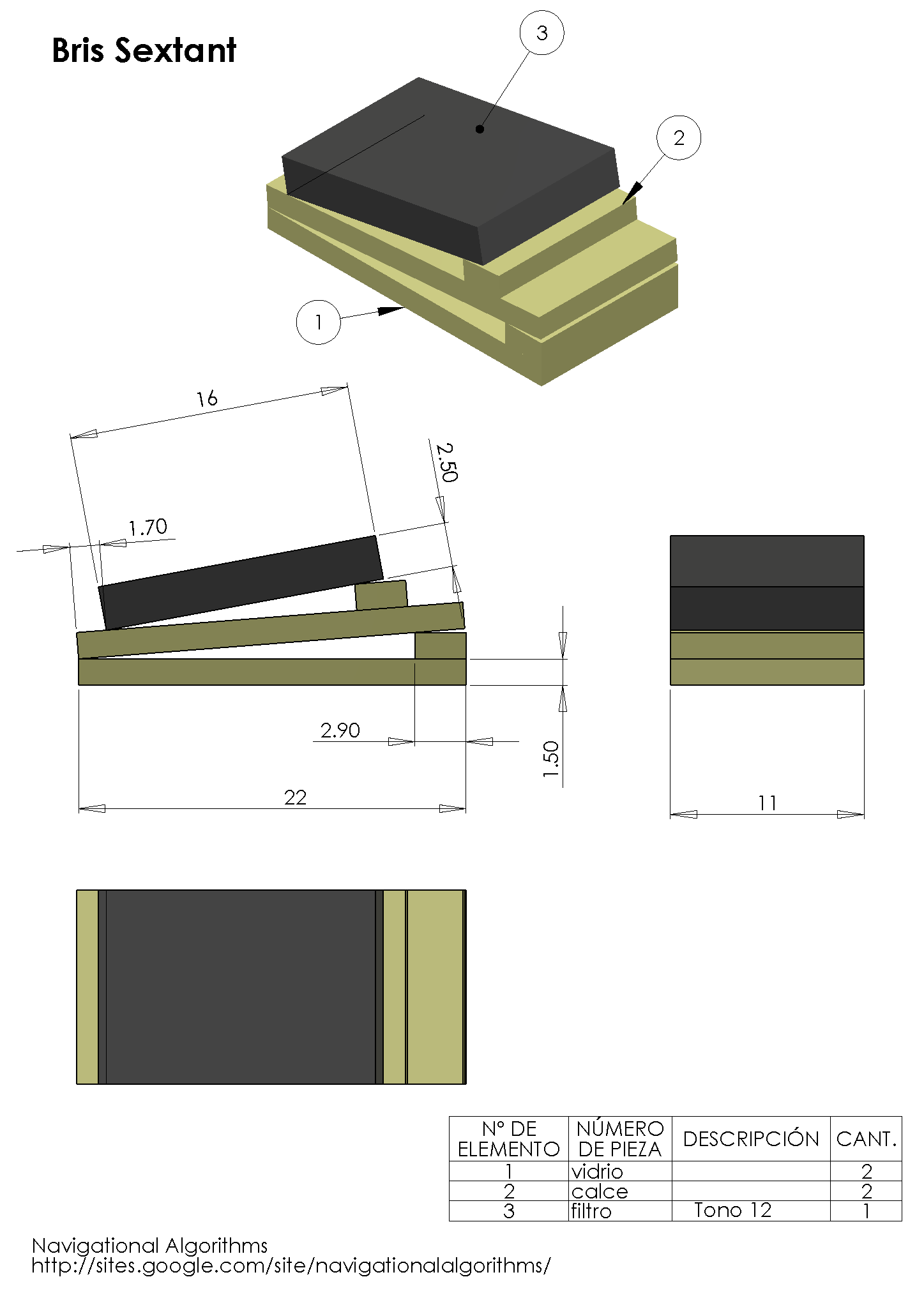
Dessin d'ensemble d'un sextant Bris.

Le sextant Bris est un instrument de navigation créé par un inventeur et navigateur suédois Sven Yrvind. Malgré son nom, ce n'est pas tout à fait un sextant mais un petit et peu coûteux dispositif de mesure des angles qui peut être utilisé en navigation,. 
Facile à fabriquer et à faible coût, c'est un instrument qui permet le calcul de la position fondée sur des observations du Soleil ou de la Lune. il peut être d'un bon système alternatif en cas de panne de GPS. Il sert aussi de jeu éducatif à ceux qui s'intéressent à l'apprentissage et la pratique de la navigation astronomique,
Sven Yrvind a développé cet instrument de mesure dans le cadre d'un projet de recherche de matériels technologiques à faible coût qui pourraient être utilisés dans les trans-océaniques. Il est composé de deux étroits morceaux de verre plat (lame de microscope) montés de façon rigide et fixe en une forme en V à un troisième morceau de verre plat avec un écran solaire pour protéger l'œil. Lorsque le Soleil ou la Lune est visible à travers le V, l'image est divisée en huit.